# Potito Starace
Potito Starace, detto Poto (Cervinara, 14 luglio 1981), è un allenatore di tennis ed ex tennista italiano.
Ha raggiunto il 27º posto nel ranking ATP in singolare e il 40º in doppio. Non ha mai vinto titoli ATP in singolare ma è arrivato 4 volte in finale. Si è invece aggiudicato 6 titoli ATP in doppio. Vanta inoltre diversi altri titoli vinti nel circuito Challenger in entrambe le specialità.
La sua carriera si è bruscamente interrotta nel 2015, quando la Federazione Italiana Tennis ha radiato lui e Bracciali per illecito sportivo legato alle scommesse clandestine. Starace è stato assolto in entrambi i processi, il secondo dei quali ha avuto fine nel gennaio 2018. In tale occasione ha annunciato il ritiro dall'attività agonistica. Nel novembre 2018, dopo una nuova indagine, l'Anti Corruzione legata ai vertici del tennis mondiale riconosce Starace colpevole di aver favorito le scommesse e lo squalifica per 10 anni, mentre Bracciali viene squalificato a vita per aver truccato gli incontri.

## Biografia
Per buona parte della carriera si è allenato ad Arezzo nella Blue Team Tennis Academy con Daniele Bracciali, sotto la guida tecnica di Umberto Rianna.

## Carriera tennistica

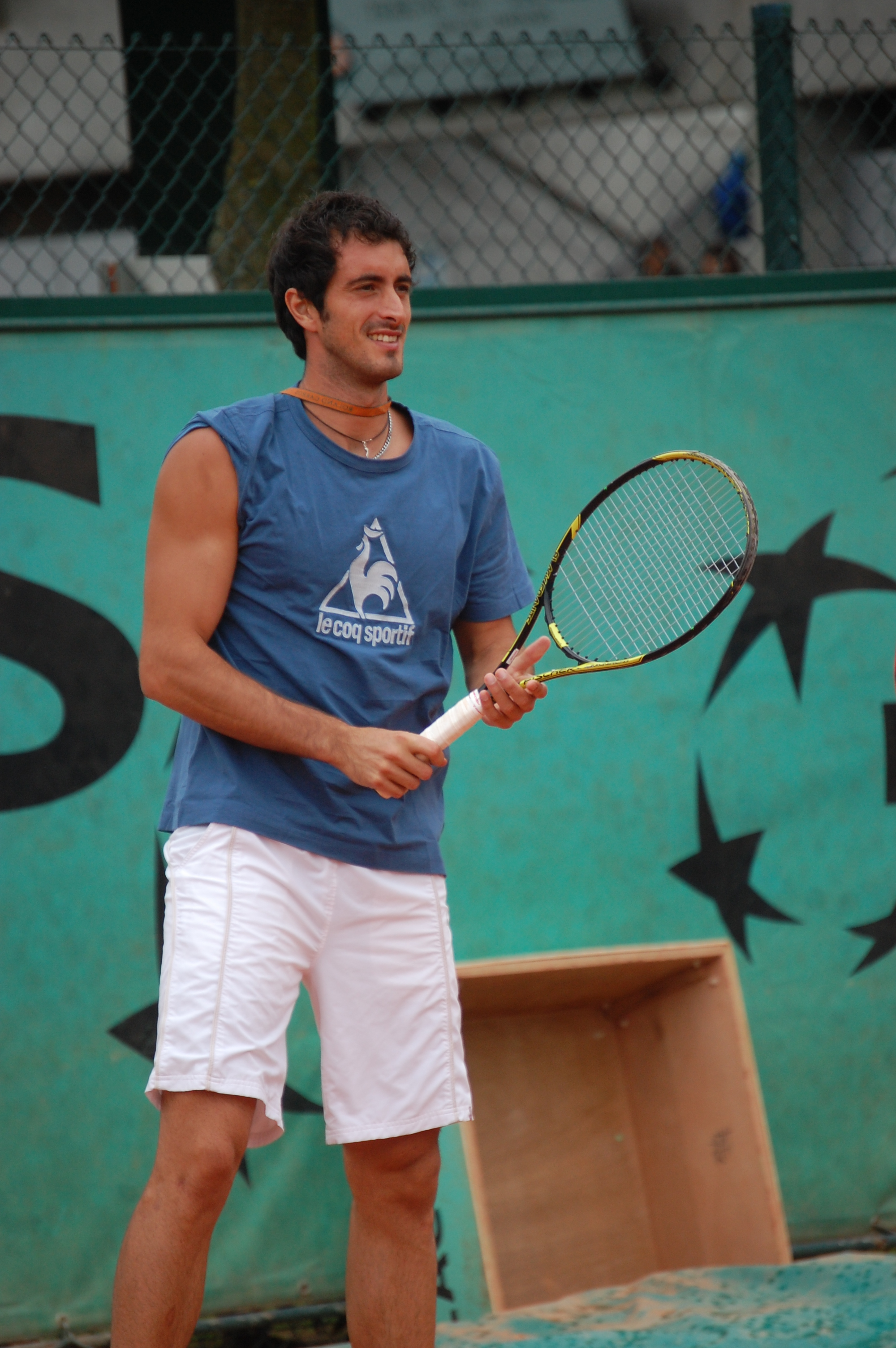
Potito durante un allenamento al Roland Garros

### Inizi
Diventa professionista nel 2001, ma già nel 1997 aveva iniziato a frequentare il circuito giocando le qualificazioni di qualche torneo satellite. Da ragazzino è condizionato da una serie di infortuni che gli fanno pensare di dover lasciare il tennis. I primi punti nella classifica mondiale arrivano nel 1998, quando accede al tabellone principale di un torneo del circuito Futures. Nel 2000 gioca fra satellite e Futures 78 incontri, con 51 vittorie, salendo così al 471º posto mondiale. Nel 2001 affronta i primi tornei del circuito Challenger e arriva nei quarti a Manerbio come miglior risultato. Nel 2002 vince in Spagna il suo primo satellite e arriva in finale ai Challenger di Mantova e Aschaffenburg. In quest'ultimo batte per la prima volta un top 100 ATP eliminando in due set in semifinale il nº 59 Albert Montañés, prima di cedere in due set contro Olivier Mutis in finale. Disputa inoltre le qualificazioni nei tornei ATP di Roma, Wimbledon e Kitzbühel. A fine anno è 188º nel ranking ATP.

### 2003
Anche nel 2003 si dedica quasi esclusivamente ai tornei Challenger, arrivando in finale in quello di Reggio Emilia, battuto in due set dal nº 125 ATP Richard Gasquet, e ai quarti nella Napoli Cup. Nel luglio di quell'anno supera le qualificazioni allo Stuttgart Open, entra così per la prima volta nel tabellone principale di un torneo ATP e viene battuto in due set da Marc López. Arriva ad essere 161º nel ranking ATP ma termina la stagione a inizio settembre e chiude l'anno 222º.

### 2004
L'esplosione però avviene nel 2004; dopo aver raggiunto le semifinali nel Challenger di Napoli, in maggio conquista il suo primo trofeo Challenger battendo in due set Peter Wessels nella finale della Sanremo Tennis Cup. Ottiene grandi risultati a fine maggio al Roland Garros; superando le qualificazioni entra per la prima volta nel tabellone principale di un torneo dello Slam, batte 6–2, 6–3, 6–4 al primo turno il nº 69 ATP Dmitrij Tursunov e soprattutto in quello successivo il nº 10 ATP Sébastien Grosjean, il suo primo top 10, superato con il punteggio di 7–6, 6–3, 6–4. Viene quindi sconfitto al terzo turno solo al 5º set dal nº 20 del mondo Marat Safin dopo che il russo gli annulla due match-ball.
La settimana dopo vince il Challenger di Sassuolo e in luglio compie una nuova impresa al Swiss Open Gstaad; nei primi tre turni supera rispettivamente il nº 57 ATP David Sánchez, il nº 85 Victor Hănescu e il nº 18 Jiri Novak. In semifinale lotta alla pari con l'idolo di casa e nº 1 del mondo Federer, che vince l'incontro 6–2, 3–6, 6–3. Il 1º agosto si aggiudica il San Marino Open ed entra per la prima volta tra i primi 100 del mondo, arrivando al nº 95 del ranking. In settembre supera le qualificazioni degli US Open, dove passa agevolmente il primo turno e al secondo viene battuto in 5 set da Olivier Rochus. In settembre debutta in Coppa Davis contro la Polonia vincendo entrambi i singolari e contribuendo al passaggio dell'Italia nel gruppo I. Chiude la stagione al 76º posto del ranking.

### 2005
Inizia la stagione accedendo di diritto al tabellone dell'ATP di Auckland, dove viene battuto in due set nei quarti dal nº 26 ATP Juan Ignacio Chela. Fanno seguito diverse eliminazioni nei primi e secondi turni nell'Australian Open e in tornei ATP che non gli impediscono di ritoccare il suo miglior ranking, diventando in aprile il 60º al mondo. Vince i suoi singolari in Coppa Davis sia con il Lussemburgo che con il Marocco e l'Italia viene promossa ai play-off per il Gruppo Mondiale del 2006. Entra con una wild card nel tabellone degli Internazionali d'Italia e al primo turno batte il nº 7 del mondo Carlos Moyá, prima di essere eliminato al secondo da Alberto Martín.
La stagione si rivela altalenante anche nei tornei Challenger, di rilievo in agosto i quarti raggiunti a Gstaad battendo nei primi due turni il nº 25 ATP Jiri Novak e il nº 24 Feliciano López, prima della sconfitta contro il nº 100 Răzvan Sabău. Il mese dopo viene battuto in semifinale al Sopot Open da Gaël Monfils dopo aver eliminato Moyá e José Acasuso. L'unico trofeo della stagione è il Genoa Open Challenger che vince a settembre. A fine anno si trova 105º nel ranking.

### 2006
L'inizio stagione vede Potito eliminato al primo turno negli Australian Open e gli unici tornei ATP in cui ben figura sono l'Open di Doha, dove passa le qualificazioni, batte al primo turno il nº 26 Igor' Andreev e perde al secondo contro il nº 38 Filippo Volandri, e il torneo di Buenos Aires, dove perde ai quarti da Juan Carlos Ferrero dopo aver eliminato Chela e Monaco. In maggio agli Internazionali d'Italia viene eliminato da Federer al secondo turno dopo aver battuto al primo il nº 32 Dmitrij Tursunov. Altri discreti risultati dell'anno nei tornei ATP sono i quarti raggiunti a Poertschach e a San Pietroburgo. A fine anno si trova 83º nel ranking.

### 2007
Anche il 2007 inizia male, con eliminazioni al primo turno fino all'ATP di San Paolo di metà febbraio, dove arriva ai quarti. Dopo alcuni risultati altalenanti, in aprile a Valencia raggiunge la sua prima finale ATP, la n° 122 disputata da un tennista italiano nell'era Open, che perde in tre set da Nicolás Almagro dopo aver battuto nell'ordine Fernando Verdasco, Pablo Andújar, Marcel Granollers, e Iván Navarro. Il buon momento prosegue a Barcellona, dove perde nei quarti contro il nº 2 Rafael Nadal dopo aver battuto negli ottavi il nº 22 Chela. Si comporta bene anche agli Internazionali d'Italia, battendo nei primi due turni il nº 28 Agustín Calleri e il nº 19 Juan Carlos Ferrero e perdendo quindi dal nº 4 Nikolaj Davydenko. Supera due agevoli turni anche al Roland Garros e viene eliminato al terzo dal nº 1 Federer. A Wimbledon viene battuto al primo turno dal nº 5 del mondo Novak Đoković.
Il 29 luglio, sulla terra battuta di Kitzbühel, disputa la sua seconda finale ATP, la n° 124 con protagonista un tennista italiano, eliminando nell'ordine Christophe Rochus, Florian Mayer, Andreas Seppi e, in semifinale, Augustin Calleri, Nell'atto conclusivo si arrende in tre set all'argentino Juan Mónaco. Il titolo vinto al Challenger di San Marino e i quarti raggiunti a Bucarest gli permettono di accumulare punti preziosi e il 15 ottobre del 2007 raggiunge il 27º posto mondiale – che resterà il suo miglior ranking in carriera – e diventa il numero 1 d'Italia. A fine mese arriva ai quarti a San Pietroburgo e a fine stagione è alla 32ª posizione del ranking. In quello stesso periodo gli viene inflitta una squalifica di sei settimane e un'ammenda di 30.000 dollari a seguito del suo coinvolgimento in una vicenda legata alle scommesse.

### 2008
Rientra in febbraio sulla terra rossa sudamericana e a fine mese arriva ai quarti nei tornei ATP di Buenos Aires e Acapulco. In aprile vince il Challenger di Napoli e arriva ai quarti a Valencia. Nei successivi Masters 1000 sulla terra battuta viene eliminato al primo turno a Montecarlo e al secondo sia a Roma che ad Amburgo. È di nuovo eliminato al primo turno sia al Roland Garros che a Wimbledon. In luglio esce ai quarti a Båstad e in semifinale a Kitzbühel. In agosto fa il suo debutto olimpico ai Giochi di Pechino, ma si trova sorteggiato al primo turno contro il nº 2 del mondo Nadal. Lo spagnolo si aggiudica il confronto per 6–2, 3–6, 6–2 e vincerà la medaglia d'oro perdendo un solo altro set in semifinale contro Djokovic. La vittoria di Starace in settembre nell'ultimo singolare della sfida contro la Lettonia assicura all'Italia la permanenza nel gruppo I di Coppa Davis. La stagione di Starace si chiude con risultati mediocri e con il 72º posto nel ranking.

### 2009
La prima parte della stagione vede Starace eliminato al primo e secondo turno in tutti i tornei. Buona è la partecipazione al torneo ATP di Barcellona dove batte al primo turno il nº 42 Ernests Gulbis e al secondo il 24 Robin Söderling, al terzo perde dal 13 David Ferrer con il punteggio di 6–4, 5–7, 2–6. Sconfitto al primo turno degli Internazionali d'Italia, esce al terzo turno anche nell'ATP di Monaco di Baviera. Al Roland Garros, dopo aver battuto al primo turno Miša Zverev che si ritira dopo aver perso i primi due set, si arrende al secondo al nº 3 del mondo Andy Murray per 3–6, 6–2, 5–7, 4–6. Esce al secondo turno anche a Wimbledon, dove cede in 5 set al ceco Radek Štěpánek, nº 23 del ranking.
Subito dopo Starace si aggiudica sia nel singolare che nel doppio il Challenger di Torino ed esce al secondo turno nei tornei ATP di Båstad, Amburgo e Umago. In agosto viene sconfitto da Seppi nella finale del Challenger di San Marino e la stagione finisce con prestazioni mediocri agli US Open, in altri tornei ATP e nello spareggio contro la Svizzera per restare nel World Group di Coppa Davis, quando perde seccamente il singolare contro Federer e in doppio con Bolelli contro Marco Chiudinelli e Stan Wawrinka. Finisce l'annata al 62º posto del ranking.

### 2010
Dopo essere uscito al secondo turno a Doha e al terzo a Sydney, viene battuto al primo turno degli Australian Open. Nei successivi tornei ATP esce sempre al primo turno fino ad aprile, quando nell'ATP 250 di Casablanca arriva in semifinale, dove viene battuto in 3 set dal nº 23 Wawrinka. Stesso esito all'Open di Nizza, dove batte nell'ordine Steve Darcis 6–3 6–1, Łukasz Kubot 6–3 6–4, Gaël Monfils 1–6 6–1 6–4 e perde in semifinale contro Richard Gasquet 7–6 7–6. Il 24 maggio Starace è il tennista italiano più alto nel ranking superando Andreas Seppi e raggiungendo la 60ª posizione. Al Roland Garros è eliminato da Robby Ginepri al secondo turno e il 13 giugno 2010 perde in tre set la finale al Challenger di Lugano, di nuovo contro Wawrinka.

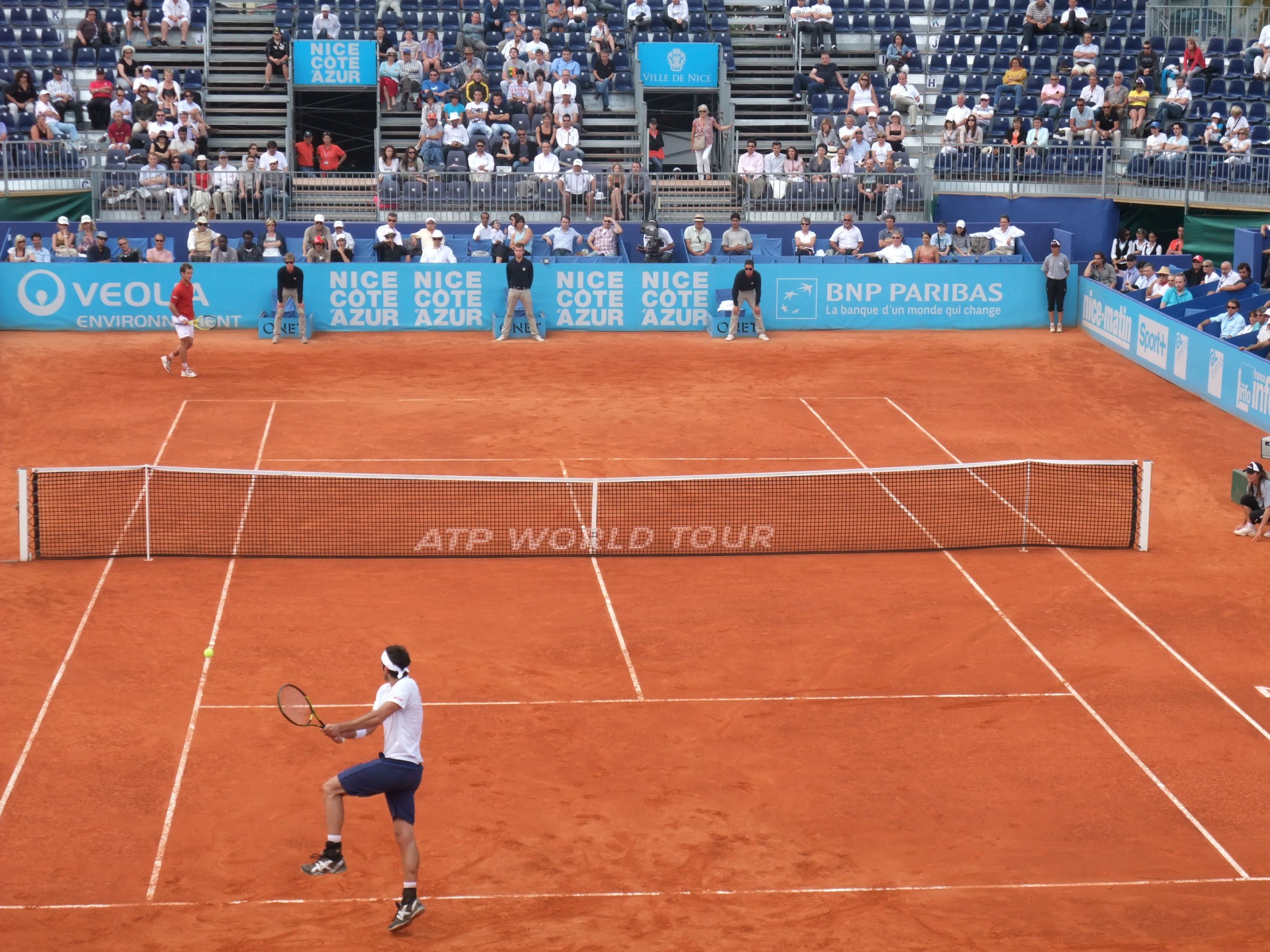
Starace all'ATP Nizza 2010

Sconfitto da Philipp Kohlschreiber al primo turno a Wimbledon, in finale del Challenger di Torino da Bolelli e al secondo turno a Båstad da Seppi, all'ATP di Amburgo raggiunge i quarti di finale battendo tra gli altri il nº 36 Tommy Robredo, ma viene sconfitto dal nº 15 Jürgen Melzer. Al successivo ATP 250 di Umago, contro lo spagnolo Juan Carlos Ferrero perde la sua terza finale in carriera, la n° 126 giocata da un tennista del suo paese, dopo aver battuto Serhij Stachovs'kyj, Björn Phau, Ivan Ljubičić, nei quarti, e Juan Ignacio Chela in semifinale.
In agosto perde la finale del Challenger di San Marino contro Robin Haase. Dopo l'eliminazione al primo turno negli US Open, in settembre perde in due set la finale del Challenger di Genova contro Fognini; il risultato gli consente comunque di rientrare in classifica tra i 50 migliori giocatori al mondo dopo 27 mesi. Partecipa quindi con la testa di serie numero tre all'ATP 250 di Bucarest; riceve un bye al primo turno e al secondo sconfigge in un incontro combattuto il padrone di casa e nº 184 ATP Victor Crivoi con il punteggio di 4–6, 7–6, 6–4. Il giorno successivo viene battuto da Marcel Granollers per 6–3, 6–7, 4–6 dopo aver avuto due match-ball nel secondo set. Alcuni giorni più tardi, al Challenger di casa, ovvero la Tennislife Cup, Starace esce nei quarti per mano di Boris Pašanski.
Alla successiva Kremlin Cup supera Tejmuraz Gabašvili al primo turno ed esce al secondo, sconfitto in due set dal nº 19 del mondo Baghdatis. Il 31 ottobre in coppia con Daniele Bracciali vince il torneo di doppio al St. Petersburg Open sconfiggendo in finale la coppia formata da Rohan Bopanna e Aisam-ul-Haq Qureshi per 7–6, 7–6. Nella stessa manifestazione esce al primo turno in singolare sconfitto dal nº 34 ATP Lu Yen-hsun. La settimana seguente batte Hanescu nel primo turno del torneo Valencia Open 500 e nel secondo Pablo Cuevas, nei quarti viene sconfitto dal beniamino di casa David Ferrer per 5–7, 4–6. Chiude il 2011 al 58º posto del ranking.

### 2011
La nuova stagione inizia a Sydney, dove Starace perde nei quarti contro Florian Mayer, e prosegue agli Australian Open, in cui viene battuto al primo turno dal nº 4 ATP Robin Söderling per 4–6, 2–6, 2–6. Nel doppio di questo Slam si spinge fino agli ottavi in coppia con Bracciali. Poco dopo arriva in semifinale nell'ATP 250 di Santiago del Cile, perdendo da Santiago Giraldo in tre set. Nel successivo ATP 250 di San Paolo in Brasile esce ai quarti per mano di Aleksandr Dolhopolov e nei 4 tornei successivi esce sempre al primo turno.
In aprile, nel torneo ATP 250 di Casablanca, rompe la serie negativa e giunge alla sua quarta e ultima finale in carriera, la n° 127 per il tennis italiano nell'era Open, battendo nell'ordine Daniel Brands, Rubén Ramírez Hidalgo, Gilles Simon nei quarti e Victor Hănescu in semifinale. Nell'atto conclusivo si arrende 1–6, 2–6 a Pablo Andújar, che aveva battuto in tutti e 5 i precedenti. Qualche anno dopo, l'incontro sarà indagato dalla Procura di Cremona che accuserà Starace di aver accettato di perdere in cambio di denaro per favorire il racket delle scommesse. Dopo aver raggiunto i quarti nell'ATP 250 di Monaco di Baviera, si ferma agli ottavi negli Internazionali d'Italia, battuto dal nº 4 del mondo Andy Murray dopo aver eliminato il nº 20 Dolhopolov e il nº 15 Viktor Troicki.
Eliminato al primo turno al Roland Garros - dove in doppio con Bracciali arriva ai quarti - ad Halle e a Wimbledon, contribuisce vincendo un singolare e il doppio al successo dell'Italia sulla Slovenia, che porta gli azzurri agli spareggi per l'accesso al Gruppo Mondiale. Perde nei quarti di finale sia a Bastad contro Soderling, che si aggiudicherà il torneo, che a Umago contro Fognini. In agosto vince il Challenger di San Marino e arriva al secondo turno agli US Open. In doppio con Bracciali, in settembre arriva agli ottavi negli US Open e vince l'ATP 250 di Bucarest. Quello stesso mese vince il primo singolare nella sfida di Davis contro il Cile, che vedrà il trionfo dell'Italia e il ritorno degli azzurri nel Gruppo Mondiale. Di rilievo a fine stagione i quarti raggiunti a San Pietroburgo, dove perde 7–6, 2–6, 1–6 contro il nº 13 Janko Tipsarević. Chiude al 58º posto del ranking un'annata che lo ha visto arrivare al 41º il 2 maggio.

### 2012
Il 2012 per Starace è un anno sfortunato caratterizzato da infortuni alla spalla. Nel singolare a Doha perde subito al primo turno contro Denis Gremelmayr per 6–3 6–2, mentre nel doppio insieme a Daniele Bracciali arriva al secondo turno. La coppia italiana esce quindi agli ottavi dell'Australian Open e perde anche l'incontro di doppio valevole per gli ottavi del Gruppo Mondiale di Coppa Davis, in cui l'Italia viene eliminata dalla Repubblica Ceca. In singolare perde per tutta la stagione al primo e secondo turno nei tornei ATP, mentre nei Challenger arriva in finale a Barletta. Starace e Bracciali si spingono fino alla semifinale in doppio al Roland Garros, dove cedono ai numeri 1 del mondo Maks Mirny e Daniel Nestor.
In estate si deve fermare per problemi alla schiena e in luglio esce definitivamente dai primi 100 in singolare del ranking ATP, tra i quali era quasi sempre rimasto dopo esservi entrato per la prima volta nell'agosto 2004. Disputa gli ultimi incontri del 2012 in settembre. A fine anno si ritrova 164º in singolare e 69º in doppio.

### 2013
Nella prima parte della stagione cerca invano di qualificarsi in singolare nei tabelloni principali dei tornei ATP; in febbraio coglie forse il risultato più prestigioso del 2013 insieme a Paolo Lorenzi nel torneo di doppio del Chile Open, sconfiggendo in finale Juan Mónaco e Rafael Nadal. In maggio torna a vincere un Challenger nel torneo di casa, la Tennis Napoli Cup, sconfiggendo in finale Alessandro Giannessi per ritiro mentre conduceva 6–2, 2–0. A Napoli vince il torneo anche in doppio in coppia con Stefano Ianni. Grazie all'assegnazione di una wild card prende parte agli Internazionali d'Italia, unico torneo ATP in cui accede al tabellone principale nel 2013, e supera al primo turno il ceco Radek Štěpánek per 4–6, 6–4, 6–3; al secondo turno viene eliminato da Roger Federer in due set. Si dedica quindi esclusivamente ai tornei Challenger con risultati spesso mediocri. Di rilievo le semifinali raggiunte a Caltanissetta, Cordenons e Stettino. Nell'ultimo torneo che disputa nel 2013 raggiunge la seconda finale di stagione nel Challenger di Casablanca, dove viene sconfitto dall'austriaco Dominic Thiem. Termina il 2013 al 152º posto in singolare e al 95º in doppio.

### 2014
Torna a presentarsi nei tornei ATP a inizio 2014, fallendo le qualificazioni agli Australian Open, a Vina del Mar, Buenos Aires, Casablanca e Montecarlo. Si qualifica invece al tabellone principale a San Paolo del Brasile, finendo eliminato al secondo turno da Tommy Haas dopo aver battuto al primo turno il nº 76 del mondo Alejandro Gonzalez, nella sua ultima vittoria in singolare in un tabellone principale di un torneo ATP. In giugno partecipa al Roland Garros, dove supera i tre turni di qualificazione e viene battuto da Tursunov al primo turno del tabellone principale. Tutti gli altri tornei stagionali a cui partecipa sono Challenger, arrivando in finale a Cordenons e in semifinale a Sibiu.
Nel corso della stagione conquista diversi trofei Challenger in doppio, al Città di Caltanissetta e al Genoa Open Challenger in coppia con Bracciali, alla San Benedetto Tennis Cup con Daniele Giorgini, agli Internazionali del Friuli Venezia Giulia e al Sibiu Open con Adrian Ungur. A fine anno è 163º in singolare e 86º in doppio. Chiude la stagione disputando il torneo di doppio con Bracciali nell'ATP di San Pietroburgo, superando il primo turno e venendo battuto nei quarti.

### 2015
Apre la stagione in aprile uscendo al primo turno nel Challenger di Napoli e in maggio arriva in semifinale nel Challenger di Roma, venendo battuto da Bedene. A fine mese fa la sua ultima apparizione al Roland Garros, dove viene sconfitto nel primo turno di qualificazione. Vince l'ultimo titolo in carriera il 7 giugno 2015 a Mestre nel torneo di doppio del Venice Challenge Save Cup in coppia con Flavio Cipolla, battendo in 3 set Sergio Galdós e Facundo Bagnis; a Mestre arriva ai quarti in singolare. Il 13 luglio disputa il suo ultimo incontro da professionista al Challenger di San Benedetto del Tronto, dove viene battuto al primo turno da Gianluca Naso.

### Squalifica, procedimenti giudiziari e ritiro
Il 6 agosto 2015 è stato radiato, insieme a Daniele Bracciali, dalla Federazione Italiana Tennis e condannato a pagare 20.000 € di multa «per aver alterato l'esito di alcuni incontri al fine di realizzare guadagni illeciti tramite scommesse». I fatti contestati riguardano alcuni incontri del Grand Prix Hassan II 2011 di Casablanca  Il tribunale sportivo italiano lo assolve con formula piena dall'accusa dopo quattro gradi di giudizio (avendo il Collegio del CONI disposto la ripetizione dell'appello), mentre a Bracciali vengono inflitti 12 mesi di squalifica.
In seguito la Procura della Repubblica fa rinviare a giudizio i due giocatori, e altre persone implicate, con l'ipotesi di "associazione a delinquere finalizzata alla frode sportiva". Il processo inizia nell'autunno 2016 e l'ATP conferma la sospensione dei tennisti, ai quali viene però consentita l'attività per tornei organizzati in ambito nazionale. Il processo si conclude nel gennaio 2018 con l'assoluzione di Starace e Bracciali. In quell'occasione Starace annuncia il ritiro dall'agonismo, deluso per il trascinarsi dei procedimenti conclusisi quando ha ormai 36 anni ed è impegnato con l'Accademia del tennis che ha aperto a Roma.
Il caso Bracciali-Starace viene riaperto dopo un'investigazione della Tennis Integrity Unit e nel novembre 2018 l'Anti Corruzione legata ai vertici del tennis mondiale ribalta la sentenza del tribunale italiano: Starace viene squalificato per 10 anni e gli viene inflitta una multa di 100.000 dollari per aver favorito le scommesse, mentre Bracciali viene squalificato a vita con una sanzione di 250.000 dollari per aver alterato l'esito di alcune partite al fine di arricchirsi illecitamente con le scommesse.

## Caratteristiche tecniche
Specialista sulla terra battuta, ha nel dritto il suo colpo migliore, che esegue con potenza e precisione soprattutto nella traiettoria ad uscire. Altro colpo che lo contraddistingue, con il quale prova a disimpegnarsi nei momenti difficili, è il servizio kick ad uscire eseguito da sinistra. Il rovescio è di contenimento, bimane, ma all'occorrenza sa spingere anche dalla parte sinistra del campo. Nonostante l'altezza, non ha un servizio particolarmente potente (la sua prima palla di servizio raramente supera i 190 chilometri orari): preferisce lavorare subito molto la palla, e non affidarsi alla seconda. È uno dei giocatori ATP che ha tra le più alte percentuali di prime in campo. Un suo limite è la scarsa adattabilità a tutte le superfici, in particolare non predilige le superfici veloci.
Buon doppista, si segnala per la sua duttilità. Giocatore infaticabile, cuore, grinta e corsa, sulla terra battuta è un avversario ostico per chiunque. È stato, assieme a John Isner, uno dei pochi tennisti a mettere in difficoltà sulla terra il Nadal di inizio carriera. Degli incontri che lo hanno visto affrontare il campione spagnolo, particolarmente equilibrati sono stati il match di secondo turno del Master Series di Amburgo del 2008 e il primo turno delle Olimpiadi di Pechino del 2008, vinti rispettivamente 6–4, 7–6 e 6–2, 3–6, 6–2 dal mancino di Maiorca con molta difficoltà.

## Statistiche

### Singolare

#### Finali perse (4)
| Legenda singolare                                          |
| Grande Slam (0)                                            |
| ATP World Tour Finals (0)                                  |
| ATP Master Series / ATP Masters 1000 (0)                   |
| ATP International Series Gold (1) / ATP World Tour 500 (0) |
| ATP International Series (1) / ATP World Tour 250 (2)      |

| N. | Data           | Torneo                                       | Superficie  | Avversario in finale | Punteggio     |
| 1. | 15 aprile 2007 | Open de Tenis Comunidad Valenciana, Valencia | Terra rossa | Nicolás Almagro      | 6–4, 2–6, 1–6 |
| 2. | 29 luglio 2007 | Austrian Open Kitzbühel, Kitzbühel           | Terra rossa | Juan Mónaco          | 7–5, 3–6, 4–6 |
| 3. | 1º agosto 2010 | Croatia Open Umag, Umago                     | Terra rossa | Juan Carlos Ferrero  | 4–6, 4–6      |
| 4. | 10 aprile 2011 | Grand Prix Hassan II, Casablanca             | Terra rossa | Pablo Andújar        | 1–6, 2–6      |

### Doppio

#### Vittorie (6)
| Legenda singolare                                          |
| Grande Slam (0)                                            |
| ATP World Tour Finals (0)                                  |
| ATP Master Series / ATP Masters 1000 (0)                   |
| ATP International Series Gold (2) / ATP World Tour 500 (0) |
| ATP International Series (3) / ATP World Tour 250 (1)      |

| N. | Data              | Torneo                               | Superficie    | Compagno                 | Avversari in finale                | Punteggio           |
| 1. | 4 marzo 2007      | Abierto Mexicano de Tenis, Acapulco  | Terra rossa   | Martín Vassallo Argüello | Lukáš Dlouhý Pavel Vízner          | 6–0, 6–2            |
| 2. | 29 luglio 2007    | Austrian Open Kitzbühel, Kitzbühel   | Terra rossa   | Luis Horna               | Tomas Behrend Christopher Kas      | 7–6(4), 7–6(5)      |
| 3. | 6 ottobre 2008    | Kremlin Cup, Mosca                   | Sintetico (i) | Serhij Stachovs'kyj      | Stephen Huss Ross Hutchins         | 7–6(4), 2–6, [10–6] |
| 4. | 31 ottobre 2010   | St. Petersburg Open, San Pietroburgo | Cemento (i)   | Daniele Bracciali        | Rohan Bopanna Aisam-ul-Haq Qureshi | 7–6(6), 7–6(5)      |
| 5. | 23 settembre 2011 | Romanian Open, Bucarest              | Terra rossa   | Daniele Bracciali        | Julian Knowle David Marrero        | 3–6, 6–4, [10–8]    |
| 6. | 10 febbraio 2013  | Chile Open, Viña del Mar             | Terra rossa   | Paolo Lorenzi            | Rafael Nadal Juan Mónaco           | 6–2, 6–4            |

#### Finali perse (3)
| Legenda singolare                                          |
| Grande Slam (0)                                            |
| ATP World Tour Finals (0)                                  |
| ATP Master Series / ATP Masters 1000 (0)                   |
| ATP International Series Gold (1) / ATP World Tour 500 (1) |
| ATP International Series (0) / ATP World Tour 250 (1)      |

| N. | Data             | Torneo                              | Superficie  | Compagno         | Avversari in finale          | Punteggio |
| 1. | 5 marzo 2006     | Abierto Mexicano de Tenis, Acapulco | Terra rossa | Filippo Volandri | František Čermák Leoš Friedl | 5–7, 2–6  |
| 2. | 26 febbraio 2010 | Abierto Mexicano de Tenis, Acapulco | Terra rossa | Fabio Fognini    | Łukasz Kubot Oliver Marach   | 0–6, 0–6  |
| 3. | 6 febbraio 2010  | Chile Open, Santiago del Cile       | Terra rossa | Horacio Zeballos | Łukasz Kubot Oliver Marach   | 4–6, 0–6  |

### Tornei minori

#### Singolare

##### Vittorie (11)
| Legenda tornei minori |
| Challenger (11)       |
| Futures (0)           |

| N.  | Data             | Torneo                             | Superficie  | Avversario in finale | Punteggio        |
| 1.  | 10 maggio 2004   | Sanremo Tennis Cup, Sanremo        | Terra rossa | Peter Wessels        | 6–4, 6–4         |
| 2.  | 31 maggio 2004   | Memorial Argo Manfredini, Sassuolo | Terra rossa | Alessio Di Mauro     | 6–2, 6–3         |
| 3.  | 26 luglio 2004   | San Marino Open, San Marino        | Terra rossa | Hugo Armando         | 6–4, 1–6, 6–3    |
| 4.  | 5 settembre 2005 | Genoa Open Challenger, Genova      | Terra rossa | Flavio Cipolla       | 6–3, 7–6         |
| 5.  | 27 marzo 2006    | Tennis Napoli Cup, Napoli          | Terra rossa | Alessio Di Mauro     | 6–0, 5–1 rit.    |
| 6.  | 26 marzo 2007    | Tennis Napoli Cup, Napoli          | Terra rossa | Younes El Aynaoui    | 7–5, 6–2         |
| 7.  | 6 agosto 2007    | San Marino Open, San Marino        | Terra rossa | Albert Montañés      | 6–4, 7–6         |
| 8.  | 6 aprile 2008    | Tennis Napoli Cup, Napoli          | Terra rossa | Marcos Daniel        | 6–4, 4–6, 7–6(3) |
| 9.  | 5 luglio 2009    | Sporting Challenger, Torino        | Terra rossa | Máximo González      | 7–6, 6–3         |
| 10. | 14 agosto 2011   | San Marino Open, San Marino        | Terra rossa | Martin Kližan        | 6–1, 3–0 rit.    |
| 11. | 5 maggio 2013    | Tennis Napoli Cup, Napoli          | Terra rossa | Alessandro Giannessi | 6–2, 2–0 rit.    |

##### Finali perse (15)
| Legenda tornei minori |
| Challenger (15)       |
| Futures (0)           |

| N.  | Data              | Torneo                                              | Superficie  | Avversario in finale | Punteggio        |
| 1.  | 7 luglio 2002     | Mantova Challenger, Mantova                         | Terra rossa | Mariano Puerta       | 3–6, 0–1 rit.    |
| 2.  | 8 settembre 2002  | Aschaffenburg Challenger, Aschaffenburg             | Terra rossa | Olivier Mutis        | 4–6, 0–6         |
| 3.  | 29 giugno 2003    | Reggio Emilia Challenger, Reggio Emilia             | Terra rossa | Richard Gasquet      | 5–7, 1–6         |
| 4.  | 3 aprile 2005     | Tennis Napoli Cup, Napoli                           | Terra rossa | Richard Gasquet      | 6–4, 3–6, 5–7    |
| 5.  | 10 settembre 2006 | Genoa Open Challenger, Genova                       | Terra rossa | Gorka Fraile         | 4–6, 6–3, 4–6    |
| 6.  | 27 luglio 2008    | San Marino Open, San Marino                         | Terra rossa | Filippo Volandri     | 7–5, 4–6, 1–6    |
| 7.  | 14 giugno 2009    | Challenger Lugano, Lugano                           | Terra rossa | Stan Wawrinka        | 5–7, 3–6         |
| 8.  | 9 agosto 2009     | San Marino Open, San Marino                         | Terra rossa | Andreas Seppi        | 6(4)–7, 6–2, 4–6 |
| 9.  | 3 ottobre 2009    | Tennislife Cup, Napoli                              | Terra rossa | Frederico Gil        | 6–2, 1–6, 4–6    |
| 10. | 13 giugno 2010    | Challenger Lugano, Lugano                           | Terra rossa | Stan Wawrinka        | 7–6(2), 2–6, 1–6 |
| 11. | 4 luglio 2010     | Sporting Challenger, Torino                         | Terra rossa | Simone Bolelli       | 6(7)–7, 2–6      |
| 12. | 12 settembre 2010 | Genoa Open Challenger, Genova                       | Terra rossa | Fabio Fognini        | 4–6, 1–6         |
| 13. | 8 aprile 2012     | Open Barletta, Barletta                             | Terra rossa | Aljaž Bedene         | 2–6, 0–6         |
| 14. | 3 novembre 2013   | Morocco Tennis Tour - Casablanca, Casablanca        | Terra rossa | Dominic Thiem        | 2–6, 5–7         |
| 15. | 17 agosto 2014    | Internazionali del Friuli Venezia Giulia, Cordenons | Terra rossa | Albert Montañés      | 2–6, 4–6         |

#### Doppio

##### Vittorie (10)
| Legenda tornei minori |
| Challenger (9)        |
| Futures (1)           |

| N.  | Data              | Torneo                                              | Superficie  | Compagno          | Avversari in finale                     | Punteggio      |
| 1.  | 3 giugno 2001     | Italy F5, Pavia                                     | Terra rossa | Fabio Colangelo   | Gustavo Marcaccio Pablo Perello         | 6–1, 6–1       |
| 2.  | 24 giugno 2002    | Memorial Argo Manfredini, Sassuolo                  | Terra rossa | Leonardo Azzaro   | Manuel Jorquera Diego Moyano            | 6–3, 6–2       |
| 3.  | 29 giugno 2009    | Sporting Challenger, Torino                         | Terra rossa | Daniele Bracciali | Santiago Giraldo Pere Riba              | 6–3, 6–4       |
| 4.  | 5 maggio 2013     | Tennis Napoli Cup, Napoli                           | Terra rossa | Stefano Ianni     | Andrej Golubev Alessandro Giannessi     | 6–1, 6–3       |
| 5.  | 14 giugno 2014    | Città di Caltanissetta, Caltanissetta               | Terra rossa | Daniele Bracciali | Pablo Carreño Busta Enrique Lopez Perez | 6–3, 6–3       |
| 6.  | 13 luglio 2014    | San Benedetto Tennis Cup, San Benedetto del Tronto  | Terra rossa | Daniele Giorgini  | Hugo Dellien Sergio Galdós              | 6–3, 6–7, 10–5 |
| 7.  | 17 agosto 2014    | Internazionali del Friuli Venezia Giulia, Cordenons | Terra rossa | Adrian Ungur      | František Čermák Lukáš Dlouhý           | 6–2, 6–4       |
| 8.  | 7 settembre 2014  | Genoa Open Challenger, Genova                       | Terra rossa | Daniele Bracciali | Frank Moser Alexander Satschko          | 6–3, 6–4       |
| 9.  | 28 settembre 2014 | Sibiu Open, Sibiu                                   | Terra rossa | Adrian Ungur      | Alexandru-Daniel Carpen Marius Copil    | 7–5, 6–2       |
| 10. | 7 giugno 2015     | Venice Challenge Save Cup, Mestre                   | Terra rossa | Flavio Cipolla    | Sergio Galdós Facundo Bagnis            | 5–7, 7–6, 10–4 |

##### Finali perse (6)
| Legenda tornei minori |
| Challenger (4)        |
| Futures (2)           |

| N. | Data             | Torneo                                | Superficie  | Compagno              | Avversari in finale                   | Punteggio     |
| 1. | 6 agosto 2000    | Italy F9, San Benedetto del Tronto    | Terra rossa | Giancarlo Petrazzuolo | Oliver Marach Gilbert Schaller        | 3–5, 3–5, 0–4 |
| 2. | 28 ottobre 2001  | France F21, La Roche-sur-Yon          | Cemento     | Francesco Aldi        | Jérôme Hanquez Régis Lavergne         | 2–6, 2–6      |
| 3. | 7 settembre 2003 | Genoa Open Challenger, Genova         | Terra rossa | Daniele Giorgini      | Daniele Bracciali Vincenzo Santopadre | 3–6, 2–6      |
| 4. | 4 luglio 2010    | Sporting Challenger, Torino           | Terra rossa | Daniele Bracciali     | Carlos Berlocq Frederico Gil          | 3–6, 6(5)–7   |
| 5. | 9 giugno 2013    | Città di Caltanissetta, Caltanissetta | Terra rossa | Daniele Bracciali     | Dominik Meffert Philipp Oswald        | 2–6, 3–6      |
| 6. | 8 giugno 2014    | Venice Challenge Save Cup, Mestre     | Terra rossa | Daniele Bracciali     | Pablo Cuevas Horacio Zeballos         | 4–6, 1–6      |

### Risultati in progressione
| V | F | SF | QF | #T | RR | Q# | A | ND |

(V) Torneo vinto; raggiunto (F) finale, (SF) semifinale, (QF) quarti di finale, (#T) turni 4, 3, 2, 1; (RR) round - robin; (Q#) Turno di qualificazione; (A) assente dal torneo; (ND) torneo non disputato.
| Torneo             | 2004 | 2005 | 2006 | 2007 | 2008 | 2009 | 2010 | 2011 | 2012 | 2013 | 2014 | Titoli      | V-S         |
| Grande Slam        |      |      |      |      |      |      |      |      |      |      |      |             |             |
| Australian Open    | A    | 1T   | 1T   | 1T   | A    | 1T   | 1T   | 1T   | 1T   | A    | A    | 0 / 7       | 0–7         |
| Roland Garros      | 3T   | A    | 1T   | 3T   | 1T   | 2T   | 2T   | 1T   | 1T   | A    | 1T   | 0 / 8       | 6–9         |
| Wimbledon          | 1T   | 1T   | 1T   | 1T   | 1T   | 2T   | 1T   | 1T   | 1T   | A    | A    | 0 / 9       | 1–9         |
| US Open            | 2T   | 1T   | 1T   | 1T   | 1T   | 1T   | 1T   | 2T   | A    | A    | A    | 0 / 8       | 2–8         |
| Vittorie-Sconfitte | 3–3  | 0–3  | 0–4  | 2–4  | 0–3  | 2–4  | 1–4  | 1–4  | 0–3  | 0–0  | 0–1  | 0 / 32      | 9–33        |
| Finali             | 0    | 0    | 0    | 2    | 0    | 0    | 1    | 1    | 0    | 0    | 0    | 4           | 4           |
| Tornei ATP vinti   | 0    | 0    | 0    | 0    | 0    | 0    | 0    | 0    | 0    | 0    | 0    | 0           | 0           |
| Ranking            | 76   | 108  | 84   | 31   | 70   | 62   | 47   | 58   | 164  | 152  | 163  | 3 796 316 $ | 3 796 316 $ |